# Riedebeck
Die Riedebeck ist ein ca. 7 km langer Bach im Kreis Herzogtum Lauenburg in Schleswig-Holstein. Sie entspringt bei Bröthen und mündet nach Passieren der ehemaligen Niebuhrschleuse auf dem Gebiet der Gemeinde Witzeeze in den Kiessee 8. Dieser entwässert über einen Absturz in den Randgraben und von dort in den Elbe-Lübeck-Kanal.
Der Quellbereich und der Oberlauf der Riedebeck sind verrohrt. Im Unterlauf wurde die Riedebeck durch Beseitigung von Abstürzen und Rückverlegung in ihr altes Bett bis 2012 renaturiert. Dadurch verringerte sich die Fließgeschwindigkeit, so dass planmäßig eine Wiedervernässung im Bereich der Riedebeckniederung an der Landesgrenze zu Mecklenburg-Vorpommern eintrat. Im Mittel beträgt die Abflussmenge nur noch 60 Liter pro Sekunde bei einem Einzugsgebiet von ca. 21 km².
Seit dem Mittelalter bildet die Riedebeck in ihrem Unterlauf die Grenze zwischen Lauenburg/Elbe und Mecklenburg und heute die Landesgrenze zwischen den Bundesländern Schleswig-Holstein und Mecklenburg-Vorpommern. Bis in die 1960er Jahre trug sie den bereits 1586 in den Landesgrenzakten erwähnten Namen „Borgstorfer Bach“ nach dem untergegangenen Dorf Borgstorf auf der mecklenburgischen Seite. Zum Betrieb des mittelalterlichen Stecknitz-Delvenau-Kanals wurde das Wasser der Riedebeck an der Niebuhrschleuse hinter einem Wehr gestaut; wenn dieses geöffnet wurde, schwammen die Kähne auf der Flutwelle im Kanal talwärts.